# Estación de Lousado
La estación ferroviaria de Lousado, igualmente conocida como estación de Lousado, es una plataforma ferroviaria de las líneas del Miño y Guimarães, que sirve a la parroquia de Lousado, en el ayuntamiento de Vila Nova de Famalicão, en Portugal.

## Características

### Localización y accesos
Esta plataforma se encuentra en la localidad de Lousado, frente a la avenida de la Estación. Junto a la estación, se encuentra el Museo Ferroviario de Lousado.

### Descripción física
En 2010, tenía 4 vías de circulación, con longitudes entre los 222 y 1153 metros de longitud; las 4 plataformas tienen 70 centímetros de altura, mostrado dos 220 metros de extensión, y las restantes, 150 metros.